# غاري كوبر (ملاكم)
غاري كوبر (بالإنجليزية: Gary Cooper)‏ مواليد 31 مايو 1957 في هامبشير، إنجلترا، هو ملاكم محترف بريطاني سابق صنّف ضمن فئة وزن الوسط بدأ مسيرته الاحترافية سنة 1978.

## إحصائيات
خاض خلال مسيرته 27 نزالا، فاز في 16 وتعادل في 2 وخسر في 9. فاز بالضربة القاضية في 5 نزالات.

## روابط خارجية
- غاري كوبر على موقع بوكس ريك (الإنجليزية) (registration required)